# Свіщев Валерій Андрійович
Валерій Андрійович Свіщев (9 грудня 1946, м.Фрунзе, Киргизька РСР) — радянський та український актор театру і кіно, сценарист, кінорежисер, кінопродюсер, директор Театру-студії кіноактора кіностудії ім О.Довженко.

## Біографія
Народився в місті Фрунзе столиці Киргизької РСР. Пізніше переїжджає на Харківщину.
З 1953 року вчився в середній школі м. Мерефа Харківській області.
В період з 1965 по 1967 роки вчився в Харківському інституті Мистецтв (акторський факультет).
Пізніше в 1968 - 1971 роках вчився в Київському інституті ім. Карпенка-Карого.
У 1971 — 1973 роках — диктор Харківського телебачення. 
У 1973 — 1978 роках — диктор Київського телебачення.
У 1978 —1993 роках - актор Театру кіноактора кіностудії ім. О.Довженка.
У 1980 році - режисер спектаклю «Кіт в чоботях».
З 1993 року — директор Театру-студії кіноактора кіностудії ім. О.Довженка.
У 1993 році — продюсер - режисер фільму «Обітниця».
У 2003 році — продюсер автор сценаріїв, режисер - постановщик фільмів «Визволення Києва», «Визволення України».
У 2008 році — продюсер спектаклю "Влада темряви".
У 2010 році — режисер постановщик спектаклю «Як Віра, Надія та Любов, місто врятували».
У 2011 році — автор сценарію та режисер постановщик фільму «Зоряна варта».
Член Національної Спілки кінематографістів України.
Голова Г.О. «Об'єднання захисників надбань та відродження українського кіномистецтва».

## Фільмографія

### Ролі в кіно
1. 1977 — Народжена революцією (рус. Рождённая революцией) — Очкин, працівник ювелірного магазину.
2. 1978 — Під сузір'ям Близнюків[1] (рус. Под созвездием Близнецов).
3. 1982 — Ніжність до ревущего звіра[2] (рус. Нежность к ревущему зверю) — льотчик—випробувальник.
4. 1982 — Переборювання[3] (рус. Преодоление) — Арсеній Павлович Гур'єв - ротмистр.
5. 1984 — В лісах під Ковелем[4] (рус. В лесах под Ковелем) —німецький офіцер.
6. 1985 — Спокута (фильм-спектакль) (рус. Искупление) — Омелько (поет В.Лупалов).
7. 1985 — Контрудар [3](рус. Контудар).
8. 1985 — Пароль знали двоє[5][6] (рус. Пароль знали двое).
9. 1986 — Нас водила молодість... (рус. Нас водила молодость...) — молодший урядник (білоказак)
10. 1987 — Суд в Ершовці (рус. Суд в Ершовкеі) — Олександр Сергійович Панов (народний засідатель)
11. 1989 — Війди в кожний дім[7] (рус. Войди в каждый дом).
12. 1991 — Капітан Крокус[3] (рус. Капитан Крокус) — мер.
13. 1992 — Америкен бой[8] [3](Украина) (рус. Америкен бой) — Товстий.

### Режисер та сценарист
1. 1990 — Обітниця
2. 2003 — Визволення Києва
3. 2003 — Визволення України
4. 2011 — Зоряна варта

### Режисер-постановник
1. Спектакль — Як Віра, Надія та Любов, місто врятували[9]

### Продюсер
1. 1990 — Обітниця
2. 2008 — Влада темряви